# 昌子楓
昌子 楓（しょうじ かえで、1991年3月21日 - ）は、日本の女優、アートディレクター、実業家（株式会社Casail〈カサイル〉前 代表取締役CEO）。
兵庫県神戸市出身。A-team Group所属。元エイベックス・マネジメント所属。

## 略歴
1991年、兵庫県神戸市で生まれる。
2011年、大学時代にスカウトされベルコの新作Wedding Dress Showにて初めてモデルを経験。
2012年、ファッションサイト「RUNWAYchannel」のオフィシャルファッションブロガーに就任。
2013年、エイベックス・マネジメントに所属し、芸能活動を開始。
2014年、TBS系列で毎週金曜日の21:00から21:54（JST）に放送しているSMAPの中居正広の冠番組『中居正広の金曜日のスマたちへ』で赤服レディーレギュラーとして出演。
2014年、小栗旬主演舞台『カッコーの巣の上で』で初舞台を踏む。
2015年、シンガーソングライターのMACO自身のフルアルバム『FIRST KISS』のジャケット写真のアートディレクションを担当し、アートディレクターとしてデビュー作を飾る。
2017年、エーチームグループ A-Lightにレーベルを移し、女優として活動を開始。
2018年、株式会社Casailを設立。代表取締役に就任。
2022年、雑誌CYAN（CAELUM）のカラーディレクターに就任。
2023年、株式会社Casailの代表取締役を退任。
2024年、クリエイティブなフィールドで活躍するグローバルカンパニー「CAELUM」の代表統括に就任。

## 人物・エピソード
- 牡羊座のA型。
- 普段は関西弁（神戸弁）で話す。
- 趣味は、読書、サッカー観戦、映画音楽鑑賞。
- 俳優の大東駿介とは、舞台『カッコーの巣の上で』での共演以来仲が良く、大東をお兄ちゃんと呼ぶ間柄。
- ”女優”と言われるのが嫌だと語っており、その影響からか女優ではなく”俳優”と記事等に記載されることが多い。
- 自身のinstagramにて、秘書検定2級を取得したことを報告した。
- 日本の4人組ロックバンド黒猫チェルシーの渡辺大知とは、幼稚園からの幼馴染である。

### 家族・親族
- 父親は、JFA 公認S級コーチを所有する昌子力[2]。
- 2歳年下の実弟は、町田ゼルビアに所属しているサッカー日本代表の昌子源[3]であり、ファンの間では仲が非常に良いことで知られている。その源からインタビュー記事で「姉はリフティングが上手い」と評価されている。[2]
- 母親は、元プロソフトボール選手。ソフトボールを引退後はサッカーに転向し、日本女子サッカーリーグ(現なでしこリーグ)でプレーした。

## 被災体験
4歳の時に阪神・淡路大震災の被災経験がある。

## 出演

### ラジオ
- FM浦安　『ラジオ楽しんご』（2014年−2016年）
- 関西ラジオ『ちょこっとおしゃべり』

### TV
- Nのために（2014年10月 - 12月、TBS）
- TBS系列SMAPの中居正広の冠番組『中居正広の金曜日のスマたちへ』

### 舞台
- 『カッコーの巣の上で』(2014年)
- 『人生の大切なことに気づく奇跡の物語』-母とのこと-（2018年）
- 『人生の大切なことに気づく奇跡の物語』-ひと言のありがたさ-（2018年）

### CM
- 井田ラボラトリーズ「CANMAKE」（2019年）

### 雑誌
- JJ（2013年9月号 - 、光文社）
- DECOLOG PAPER（2010年 - 2014年、講談社）
- PiNuP（2014年 - 、Girls Innovation）
- CYAN（2022年 - 、CAELUM）

### アプリ
- カメラアプリ『Beauty Plus』公式アンバサダー（2020年 ‐ 2021年）
- 明色化粧品『リペア＆バランス　マイルドトナー』公式アンバサダー（2020年）